# Nancy Dunkle
Nancy Dunkle, née le 10 janvier 1955 à Bainbridge, dans le Maryland, est une ancienne joueuse américaine de basket-ball.

## Palmarès
- Finaliste des Jeux olympiques 1976
- Vainqueur des Jeux panaméricains de 1975